# Plectorhyncha lanceolata
El mielero lanceolado (Plectorhyncha lanceolata), también denominado pájaro azúcar franjeado, es una especie de ave paseriforme de la familia Meliphagidae.

## Descripción

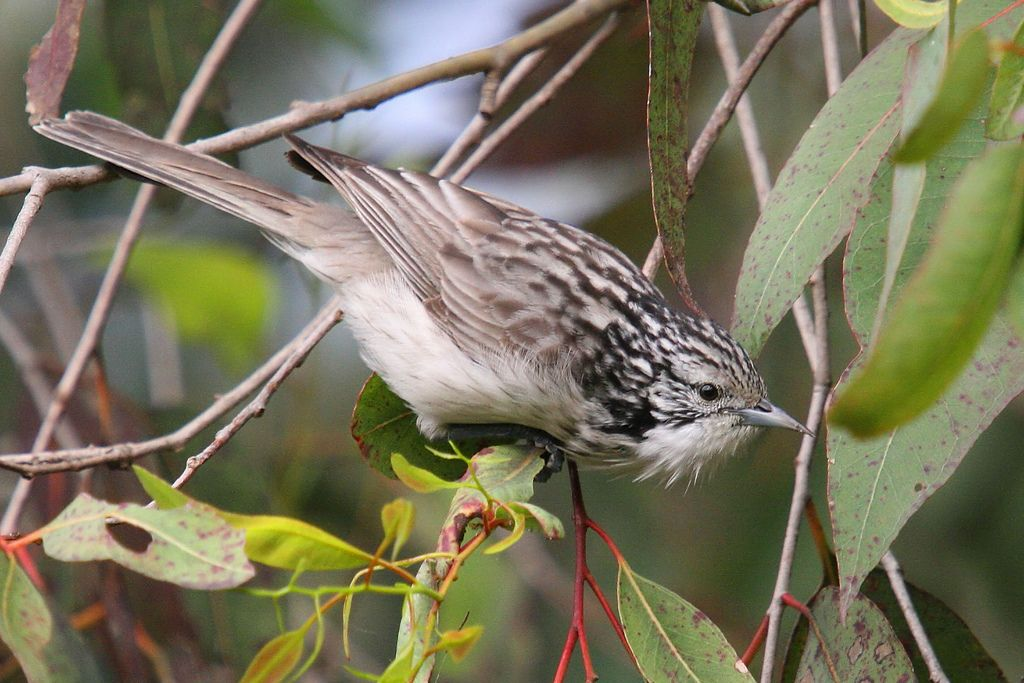
Ejemplar en un eucalipto.

La especie es un mielero de tamaño mediano, mide 22 a 25 cm (8.7 a 9.8 pulgadas) de longitud, una envergadura de 28 a 36 centímetros (11 a 14 pulgadas) y un peso promedio de 40 gramos (1.4 oz).
Las partes superiores son marrones grisáceas, generalmente con centros más brillantes de color marrón oscuro hasta las plumas, dando la apariencia de franjs. Estas franjas son más marcadas en la cabeza y la nuca, y menos claras en el obispillo y casi ausentes en las coberteras superiores de la cola. Las partes inferiores son blancas con rayas tenues en el vientre. Las plumas en la parte superior del pecho y la garganta son largas y puntiagudas, lo que da a la cabeza un aspecto puntiagudo. El ala y la cola son moderadamente largos con puntas redondeadas. El prico es corto, con un aspecto puntiagudo, con un tonos azul-gris oscuros a un gris-negro en la punta y alrededor de las fosas nasales. Las patas son de color azul-gris con garras negras. La piel desnuda alrededor del ojo es marrón oscura y el iris es negro a marrón oscuro.
Los machos y las hebras son similares en apariencia. Los jóvenes son un poco más marrones que los adultos, de color ante o con bordes marrones en las plumas de las alas y la espalda. Los jóvenes tienen un aspecto más pálido, menos rayado que los adultos. Ellos mudan a un plumaje de adulto cuando cumplen un año de edad. No hay diferencia en el plumaje estacional de las aves reproductoras.
El canto es descrito como un «chirp, chirp, cherry, cherry», y su llamado es un agudo «chewee» y su llamado de alerta es un silbido estridente.

## Taxonomía
El mielero lanceolado fue descrito por el ornitólogo e ilustrador de aves John Gould, en su A Synopsis of the Birds of Australia and the Adjacent Islands (publicado en 1838). Es un miembro de la familia Meliphagidae, los mieleros, y el único miembro del género monotípico Plectorhyncha. Estudios moleculares indican que el género está estrechamente vinculado con el género monotípico Grantiella, aunque tienen diferencias en apariencia externa. El mielero pintado (Grantiella picta) y el mielero lanceolado son parte de un subclado que asimismo incluye al Philemon y Xanthotis.
El nombre del género, Plectorhyncha, deriva de una combinación de las palabras griegas para «una punta de lanza» y «el pico», y se refiere al pico con punta fina. El nombre de la especie, lanceolata, viene del vocablo latino «en forma de lanza, lanceolado» en referencia a las plumas largas y puntiagudas en la garganta y el pecho. El ave también es conocido como pájaro azúcar franjeado.
Los mieleros están relacionados con Pardalotidae (pardalótidos), Acanthizidae (acantizas, sedositos, gerigones, etc.), y Maluridae en la gran superfamilia Meliphagoidea.

## Distribución y hábitat

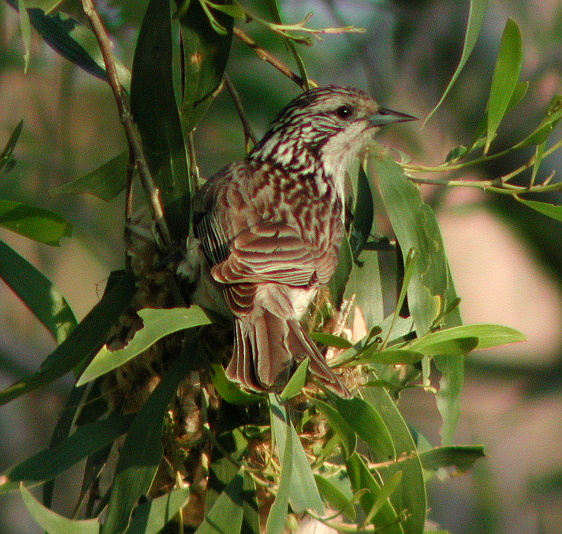
En el cementerio Samsonvale, Queensland.

La especie puede encontrarse principalmente en el este de Australia, sobre todo en el interior. Habita en los bosques abiertos más secos, como mallees y mulgas, y también brezales y manglares en la costa. En 1923, un observador se sorprendió al encontrar un pequeño número de mieleros lanceolados anidando en Forster, en la costa de Nueva Gales del Sur a mediados de norte, diciendo que «es un hecho notable para este pájaro deje su hábitat adecuado en el interior del país, para llegar a la costa». Sin embargo, la distribución se ha expandido, y las cifras actuales apuntan su distribución tan al este de Australia como el centro y el sureste de Queensland, extendiéndose hacia el interior hasta el sudeste de Australia Meridional, y en la costa sur de los lagos Tuggerah (en Nueva Gales del Sur). Pequeñas irrupciones asociadas a los patrones climáticos y los cambios de hábitat se han registrado en zonas fuera de su rango habitual incluyendo los Grampianos y la llanuras de Adelaida.
Aparece en una amplia variedad de hábitats, incluyendo bosques de ribera con eucalipto rojo, boj álamo y boj negro con un sotobosque de Muehlenbeckia florulenta o Atriplex; arbolado mallee, especialmente cuando se mezcla con matorrales de Melaleuca uncinata o Eremophila; bosques de Callitris que crecen en los bancos de arena; y matorrales semiáridos dominados por Acacia incluyendo Acacia shirleyi. En la costa, el mielero lanceoladose encuentra en bosques pantanosos de Melaleuca and Casuarina,  y en las zonas urbanizadas que contienen árboles y arbustos nativos y exóticos, tales como parques de caravanas, reservas, jardines, granjas y huertos.

## Comportamiento

### Alimentación

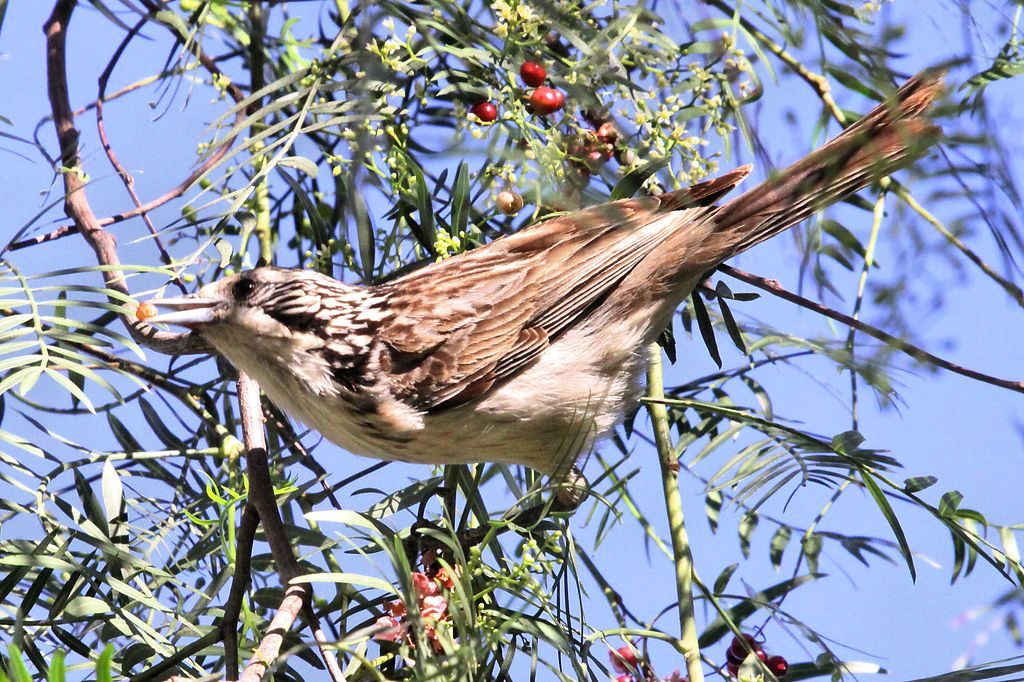
Alimentándose con bayas.

Aunque es un mielero (como indica su nombre común), su fuente de alimento es principalmente insectos, y su dieta incluye semillas y frutas, así como néctar. Su pico ha evolucionado a uno corto, recto y puntiagudo, adaptado para buscar insectos en las grietas, que para introducirlo en tubos de flores. Tiene una lengua en forma de pincel (propia de los mieleros) y recoge el néctar de las flores superficiales de árboles como el eucalipto.
Es arbóreo, y se alimenta en el follaje de las copas de los árboles. La mayoría de su alimento lo obtiene de las hojas, y pocas veces de la corteza o las flores y la fruta. Los principales métodos de alimentación son el espigado de hojas y ramas secas, el sondeo bajo la corteza suelta y en las grietas —también en frutos leñosos de Casuarina pauper—, así como libar flores de Eucalyptus gracilis y hacer salir fuera los insectos. El mielero lanceolado ocasionalmente se cuelga boca abajo para extraer insectos.

### Conducta social
La especie es más frecuentemente observado en solitario o en parejas, y ocasionalmente en pequeñas bandadas. Cuando no está criando se ha informado que se alimenta en grupúsculos sueltos, bebiendo en grupos mixtos con especies de Manorina, y viajando en grupos pequeños. Se involucra de actividad social de alto nivel, incluyendo encarmarse juntos y acicalarse mutuamente, y cuando se alimentan en grupos persiguiendo sus presas, llamando a los demás y regañando también. Cuando la especie no ha participado en el apareamiento su llamado es vocal, y canta para alimentarse y posarse, aunque solo ocasionalmente llama durante el vuelo. Se ha informado que ha participado en una exhibición elevando sus alas y vocalizando, y realizando duetos y haciendo cantos de llamadas-y-respuestas.

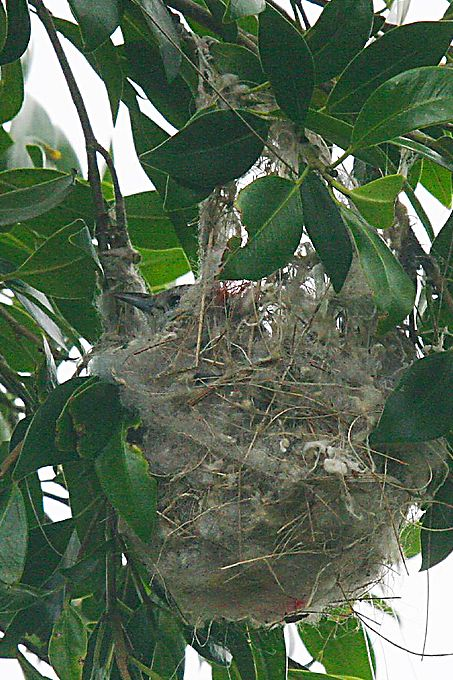
Sentado en un nido suspendido.

Aunque el mielero lanceolado defiende agresivamente su nido de personas curiosas y animales que se acercan demasiado,  se ha observado que canta y exhibe las alas. No es conocido por ser territorial. Frecuentemente se alimenta cerca de otros mieleros y no se ha observado agresión entre especies.

### Reproducción
La especie se repoduce en toda su área de distribución, por lo general en parejas simples. Ambos sexos construiyen el nido, y participan en la incubación y alimentación de los polluelos. Sin embargo se ha observado una crianza cooperativa, con un tercer adulto involucrado alimentando los pichones. Anida en solitario, y las parejas utilizan los mismos árboles o colindantes para anidar durante dos o más estaciones.
La temporada de reproducción es de agosto a enero, aunque depende de las condiciones locales. El sitio de nidificación está generalmente en el follaje caído de un arbusto alto o bajo el árbol, como Casuarina, Melaleuca, Acacia y eucaliptos mallee. Ocasionalemente, el sitio está cerca o no de fuentes de agua, y el nido se construye generalmente en el extremo de una rama caída, suspendido de las ramas o el follaje. El mielero lanceolado anida en las proximidades de una especie del género Cracticus. Construye un nido profundo con forma de copa o de bolsa, con paredes gruesas y el borde de la abertura ligeramente hacia dentro. El nido está hecho de yerba fina seca, recubierto con plantas del suelo, plumas o lana, y en ocasiones revestido para oscurecer completamente el marco de yerba. Está bordeado con telarañas, pelo, lana o raicillas, y en algunas veces con flores y papel de seda. La especie comúnmente reutiliza el material de nidos anteriores.
Los huevos son alargados y ovalados, y miden 2.4 centímetros (0.94 pulgadas) por 1.7 centímetros (0.67 pulgadas) —un poco puntiagudos en un extremo—. Son de un color blanco opaco, suave y sin brillo o ligeramente brillante, y moderadamente manchados de color marrón rojizo —sobre todo en la parte inferior, aunque profusamente hacia y sobre el extremo más ancho—. La hembra pone una media de tres huevos en un intervalo de 24 horas. Los huevos son incubados por ambos padres que constantemente se alternan en períodos de 20 minutos durante 16 o 17 días. El período de emplumamiento también dura alrededor de 16 días.
Los nidos son parasitados por el cuco pálida (Cacomantis pallidus).

## Estado de conservación
Debido a su amplia distribución y población estable, el mielero lanceolado ha sido evaluado por la UICN como de «preocupación menor».